# Ременгесау, Томас (младший)
Томас Эсанг Ременгесау (Томас Ременгесау — младший, англ. Thomas Esang Remengesau, Thomas Remengesau, Jr.; род. 28 февраля 1956, Корор, Палау) — политический деятель Палау, президент Палау с 1 января 2001 по 15 января 2009 года. На выборах 6 ноября 2012 года вновь избран президентом и вступил в должность 17 января 2013 года. Его отец Томас Ременгесау также был президентом Палау — в 1985 и в 1988—1989 годах. 
Окончил Университет Гранд-Вэлли в штате Мичиган (США). В 1984 году в возрасте 28 лет был избран в Сенат Палау (верхнюю палату Национального конгресса), став самым молодым депутатом за всю историю страны.
Стал вице-президентом в 1992 году, оставался им два срока. Был выбран президентом в 2000 году, с результатом 52 % против 46 % опередив своего соперника Питера Сигуяму. Вступил в должность 1 января 2001 года. В 2004 году был переизбран, победив Поликарпа Базилиуса с результатом 66,5 % против 33,5 %. Стремится повысить представительство Палау в международных организациях и развивать внешнеполитические связи. В 2006 году было принято решение об установлении дипломатических отношений между Палау и Россией на уровне послов. Несколько раз возглавлял официальные делегации на Тайвань, принимал первый саммит Тайваньско-Тихоокеанского содружества в сентябре 2006 года.
В 2016 году на очередных выборах был переизбран на ещё один президентский срок.